# Ehud Gazit
Pour les articles homonymes, voir Gazit.
 (septembre 2012).
Si vous disposez d'ouvrages ou d'articles de référence ou si vous connaissez des sites web de qualité traitant du thème abordé ici, merci de compléter l'article en donnant les références utiles à sa vérifiabilité et en les liant à la section « Notes et références ».
Ehud Gazit (hébreu : אהוד גזית, russe : Эхуд Газит), est un biochimiste israélien, biophysicien et chercheur en nanotechnologies (nanobiotechnologie)

## Biographie
Il est professeur et titulaire de la Chaire de nano-biologie à l'université de Tel Aviv.
Depuis 2012, il est aussi le scientifique en chef du ministère israélien de la Science et de la Technologie (MOST).
Durant la période 2008-2012, Gazit a été vice-président de l'université de Tel Aviv pour la recherche et le développement, et le président du conseil d'administration de Ramot Ltd, la société de transfert technologique de l'université de Tel-Aviv.
Avant sa nomination au poste de vice-président, Gazit servit dans différents postes universitaires et administratifs de l'université de Tel Aviv, y compris comme chef de la Chimie-Biologie voie principale double, membre du comité des nominations et Université Promotions, chef de la commission scolaire de l'Institut Ilona Rich pour Nano-biologie et nano-biotechnologie, et membre du conseil de direction du Centre pour la nanoscience et la nanotechnologie.